# Новозеландский морской лев
Новозеландский морской лев, или оклендский морской лев (лат. Phocarctos hookeri), — вид крупных ушастых тюленей субантарктических островов, единственный в роде новозеландских морских львов (лат. Phocarctos).

## Внешний вид
Самцы окрашены в чёрно-коричневый цвет и достигают длины до 2,45 м. Из-за гривы, покрывающей плечи, они выглядят более массивными, чем они есть на самом деле. Самки значительно меньше и окрашены в светло-серые тона. Их величина достигает максимум 2 м.

## Распространение
Лежбища новозеландских морских львов находятся на субантарктических островах вблизи Новой Зеландии. К ним относятся острова Окленд, Снэрс и Кэмпбелл. 95% общей популяции этих животных встречается на островах Окленд. На берегах Южного острова Новой Зеландии колонии морских львов весьма редки. Их можно встретить лишь вне брачного сезона на Южном острове, изредка также на Северном.

## Поведение

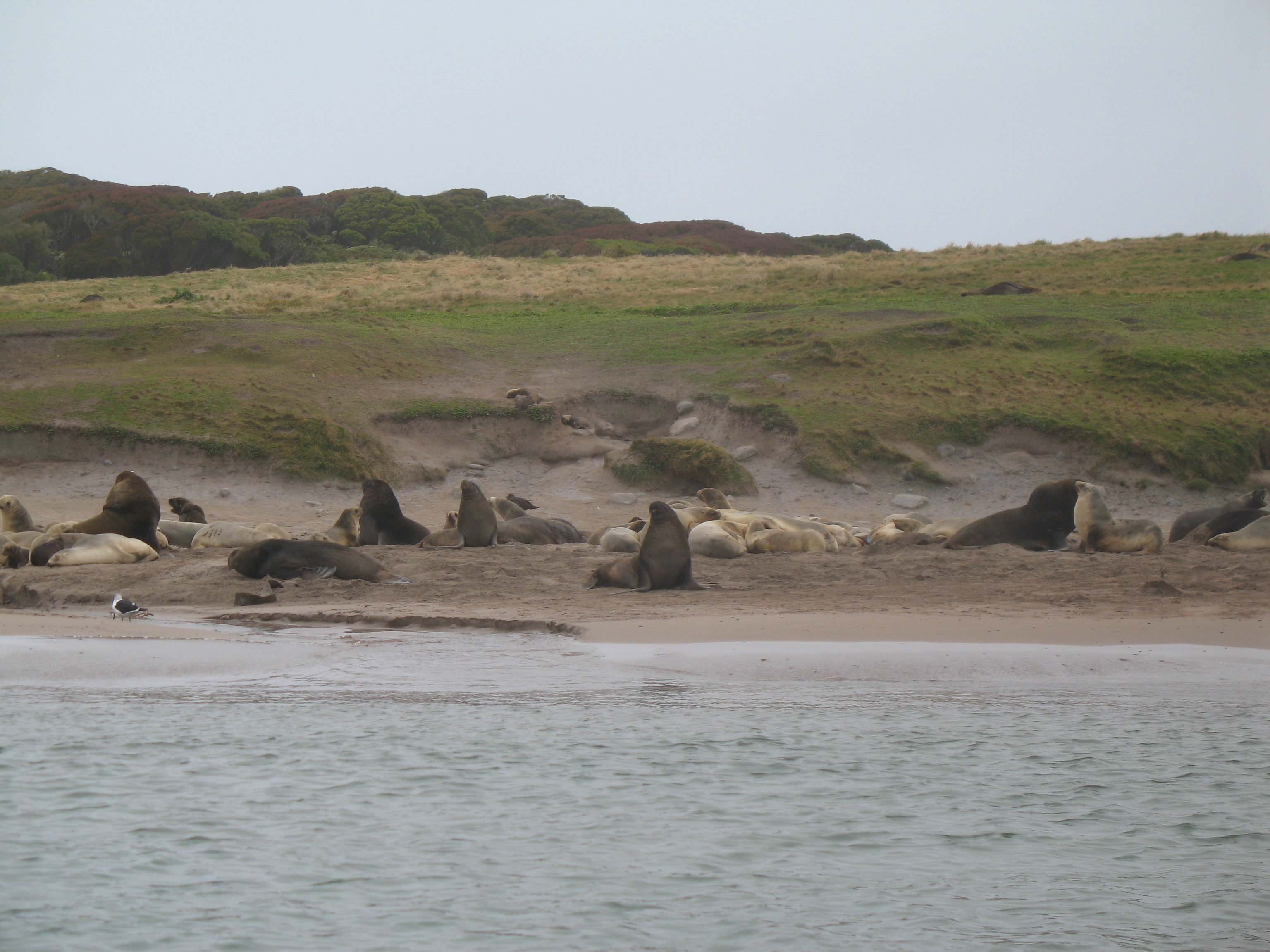
Лежбище новозеландских морских львов

На берегу каждый самец пытается оборонять свою территорию против других самцов. При этом дело доходит до жестоких поединков, в которых одержать верх могут только самые сильные и выносливые. Около 80% самцов оказываются вытесненными на неперспективные места на периферии лежбища. Самки, выходящие на берег на территории определённого самца, образуют его гарем, с которым он спаривается. Молодые новозеландские морские львы кочуют вместе с матерями вглубь островов, где есть вегетация. Из-за отсутствия хищников подобные предприятия не представляют опасности.

## Угрозы и численность
Сегодня существует от 10 до 15 тысяч особей этого вида. Изначальная численность неизвестна, однако по всей вероятности новозеландский морской лев некогда встречался намного чаще, чем сегодня, и имел обширные колонии в том числе и на обоих новозеландских островах. В XIX веке многие животные стали жертвами промышленников. На островах Окленд они были всего за 20 лет полностью истреблены, после того как были открыты там в 1806 году. Сегодня острова являются запретной природоохранной зоной и на них возобновилась популяция морских львов.